# Abraham Duquesne-Monier
Pour les autres membres de la famille, voir Duquesne.
Louis-Abraham Duquesne-Monier ou Duquesne-Mosnier, dit « comte Duquesne » (titre de courtoisie), né en 1653 (ou vers 1654) à Paris et mort le 17 novembre 1726 à Toulon, est un officier de marine français. Neveu du « Grand Duquesne », il sert dans la Marine royale et termine sa carrière au grade de chef d'escadre.

## Biographie

### Origines et famille
Abraham Duquesne-Monier est le fils d'Étienne Duquesne (v. 1611-v. 1659, frère d'Abraham Duquesne), capitaine corsaire, et de sa femme Suzanne Mosnier ou Monnier. Catholique, contrairement à son oncle qui refusa toute sa vie de se convertir (malgré les pressions et les incitations de Louis XIV), il a un « catholicisme de façade »,.

### Carrière militaire
À la mort de son père, tué pendant un combat naval, le jeune Abraham Duquesne-Monier est recueilli par son oncle, le célèbre Abraham Duquesne qui le fera entrer dans la Marine et favorisera son avancement. Enseigne de vaisseau à Toulon en 1678, il est promu capitaine de galiote en 1684, puis capitaine de vaisseau l'année suivante (1685). À partir de 1693, Duquesne-Monier est « happé par la Provence »
Étant en vue des côtes de Gibraltar en 1698, sous les ordres de M. de Champigny, il attaque le plus grand de deux navires ennemis qu'il aperçoit et s'en rend maître après un combat des plus vifs. Duquesne-Monier a le bras emporté dans cette action.
Cinq ans après, dans la nuit du 22 au 23 juillet 1703, il s'empare avec cinquante grenadiers et soixante-dix soldats d'Aquilée, la capitale du Frioul, à sept lieues de la mer. Cette audacieuse entreprise réussit au point qu'il brûle et détruit les magasins de blé, d'huile, de vin et d'autres provisions que l'ennemi y avait ramassé pour leur armée.
Ce succès sur la mer Adriatique incite le Roi à lui confier, en 1704, le commandement d'une escadre avec laquelle il établit sa croisière à la hauteur d'Alicante. Le comte de Toulouse l'y rejoint avec six vaisseaux de renfort. Duquesne ayant averti l'amiral de France que l'ennemi était fort de 70 vaisseaux dont 45 vaisseaux de ligne, la flotte française rentre au port de Toulon sans livrer de combat, en raison de son infériorité en nombre. Il est fait chef d'escadre de la province d'Aunis le 5 août 1715, et est nommé commandant de la marine à Toulon du 10 décembre 1720, en remplacement du commandeur d'Ailly. Il occupe ce poste jusqu'à sa mort.
Il meurt à Toulon le 17 novembre 1726 et est inhumé en l'église Saint-Louis de la ville.

## Publications
Duquesne-Monier est l'auteur d'un Rapport sur la surprise d'Aquilée, publié dans le Mercure de France en août 1703, p. 94-104.
Il existe également un Voyage d'un Duquesne imprimé à Rouen en 1721 en 3 volumes in-12, ayant pour titre Journal d'un Voyage fait aux Indes Orientales par une escadre de six vaisseaux commandée par M. Du Quesne depuis le 24 février 1690 jusqu'au 20 août 1691 par ordre de la Compagnie des Indes Orientales etc.

## Mariage et descendance
Il épouse Ursule-Thérèse de Possel (1674-1763), le 2 août 1693. De cette union naissent trois filles et six fils dont trois serviront dans la Marine du Roi et trois entreront dans les ordres : 
- Louis-Marie du Quesne-Monier, capitaine de vaisseau, mort le 8 novembre 1747 ;
- Ange du Quesne de Menneville, marquis du Quesne, lieutenant-général des armées navales, commandeur de l'ordre royal de militaire de Saint-Louis.

### Sources et bibliographie
- Philippe-Jacques-Étienne-Vincent Guilbert, Mémoires biographiques et littéraires, par ordre alphabétique, sur les hommes qui se sont fait remarquer dans le département de la Seine-Inférieure par leurs écrits, leurs actions, leurs talens, leurs vertus, etc, Rouen, chez F. Mari, imprimeur-libraire, 1812 (lire en ligne), p. 420
- Michel Vergé-Franceschi, La société française au XVIIe siècle, Fayard, 15 novembre 2006, 464 p. (ISBN 9782213648675, lire en ligne)
- Michel Vergé-Franceschi, « Les Duquesne toulonnais, le chef d'escadre Abraham Duquesne Monier (1653-1726) et son fils, le lieutenant général des armées navales, Ange Duquesne-Menneville (1698-1778) », Bulletin de la Société des Amis du Vieux Toulon, no 106,‎ 1984